# Opika
Az Opika az Apor férfinév Opor alakváltozatából származó újabb névalkotás.

## Gyakorisága
Az 1990-es években szórványos név, a 2000-es években nem szerepel a 100 leggyakoribb női név között.

## Névnapok
- február 2.[2]
- július 15.[2]

## Híres Opikák
- Bede Anna (született Bede Opika) költő, műfordító